# Vipassana
Vipassanā (Pāli) ou vipaśyanā (em sânscrito:  विपश्यना; em chinês:  觀 guān; em tibetano:  ལྷག་མཐོང་, lhaktong; Wyl. lhag mthong) na tradição Budista significa insight na natureza da realidade, esta marcada pelas três características da existência.
A dualidade samatha/vipassana(Satipatthana) é normalmente usada para discernir dois aspectos da meditação budista, respectivamente concentração-tranquilidade e investigação.
Vipassana também pode ser usado para referenciar as escolas Theravada de meditação que adotam esse aspecto como predominante na prática budista. A prática da meditação Vipassana na tradição Theravada terminou no século X, mas foi reintroduzida em Toungoo e Konbaung Burma no século XVIII, com base em leituras contemporâneas do Sattaṭṭhāna sutta, Visuddhimagga e outros textos. Uma nova tradição desenvolvida nos séculos XIX e XX, centrada na visão nua em conjunto com samatha . Tornou-se de importância central no movimento Vipassana  do século XX, desenvolvido por Ledi Sayadaw e U Vimala e popularizado por Mahasi Sayadaw, VR Dhiravamsa e S. N. Goenka.
No Theravada moderno, a combinação ou disjunção de vipassana e samatha é uma questão controversa. Enquanto os suttas Pali dificilmente mencionam vipassana, descrevendo-a como uma qualidade mental juntamente com samatha que se desenvolvem em conjunto e conduzem à libertação, o Abhidhamma Pitaka e os comentários descrevem samatha e vipassanā como duas técnicas separadas de meditação. O movimento Vipassanā favorece vipassanā sobre samatha, mas os críticos apontam que ambos são elementos necessários do treinamento budista.De acordo com a teoria budista Theravada, através da prática de Satipatthana (Vipassana) ainda se pode alcançar Sotapanna e Arhat dentro de 5000 anos após o paranirvana do Buda Shakyamuni, e a prática de vipassana é a única saída. 

## Origens
O termo é referenciado no Canon Pali algumas vezes, normalmente em associação com samatha:
| “ | E qual, bhikkhus, é o caminho que conduz ao incondicionado? Tranqüilidade e Insight (Samatha e Vipassana): isso é chamado o caminho que conduz ao incondicionado. | ” |

A doutrina de ênfase maior em Vipassana teria surgido posteriormente no desenvolvimento inicial do budismo. No Sutta Pitaka o termo é visivelmente mais escasso que o termo Jhana, frequentemente usado para referir-se a meditação. O Canon Pali nao possui nenhum registro de vipassana como uma pratica em especial, a palavra teria somente conotação de insight/entendimento de uma maneira geral, e posteriormente sido apropriada por diferentes pensadores e escolas de meditação.
A ênfase do insight era uma característica de escola Sthaviravāda, uma das escolas iniciais e que posteriormente deu origem à escola Theravada.

## Meditação
Vipassana pode ser desenvolvido de várias maneiras, através de contemplações, introspecção, observação de sensações, observação analítica etc. Sempre tendo como meta o insight. As práticas podem variar entre as escolas e professores sendo, por exemplo, uma variante comum o grau de concentração necessário, que pode variar entre atenção simples (bare attention) à prática dos Jhanas.
Está presente tanto no Theravada quanto no Mahayana, embora o termo seja mais associado com o Theravada enquanto no Mahayana este aspecto está embutido em práticas como o Zazen e o Dzogchen.

## Modernidade
Houve popularização crescente de meditações Vipassana nas últimas décadas. Alguns métodos em destaque são:

### Mahasi Sayadaw
Popularizado pelo monge Birmanês Mahasi Sayadaw, coloca ênfase na concentração no momento presente e observação dos fenômenos. Há ênfase na prática de retiros intensos e longos.

### S.N. Goenka
Popularizado por S. N. Goenka, na linhagem de Sayagyi U Ba Khin e Ledi Sayadaw. Os centros fundados por Goenka se espalharam amplamente pelo mundo. A técnica tem como base anapanasati (meditação na respiração) e observação das sensações do corpo.

### Pa Auk Sayadaw.
Baseado no Visuddhimagga, o método de Pa Auk promove o desenvolvimento dos quatro Jhanas. O insight vem através da observação dos quatro elementos (terra, água, fogo e ar) através das sensações de solidez, fluidez, calor e movimento.

### Tradição Tailandesa das florestas
Uma tradição monástica que influenciou amplamente o movimento moderno de meditação. Possui ênfase no uso de Kammathanas, sem uma técnica específica rígida. Propõe um balanço equilibrado entre samatha e vipassana, onde "Sabedoria desenvolve Samadhi e Samadhi desenvolve Sabedoria". Um dos mais proeminentes professores deste estilo foi Ajahn Chah.